# بوته‌خواه‌ها
بوته‌خواه‌ها (نام علمی: Thamnomanes) نام یک سرده از تیره مورچه‌مرغ است. این پرندگان در مناطق گرمسیری قاره آمریکا یافت می‌شوند و از اجزای مهم گروه‌های مختلط تغذیه‌ای جنگل‌ها هستند.
بوته‌خواه‌ها پرندگانی کوچک تا متوسط با دم‌های نسبتاً بلند هستند. آنها عمدتاً به رنگ‌های خاکستری، قهوه‌ای و سیاه هستند، برخی از گونه‌ها دارای لکه‌های سفید یا رنگ‌های دیگر هستند. این پرندگان در درجه اول از حشرات تغذیه می‌کنند و آنها را در میان شاخ و برگ‌های متراکم جنگل شکار می‌کنند.

## گونه‌ها
گونه‌ّای این سرده عبارتند از:
- آلاگزنه‌ای گلوتیره، Thamnomanes ardesiacus
- آلاگزنه‌ای خاکستری‌وار، Thamnomanes caesius
- آلاگزنه‌ای ترش‌رو، Thamnomanes saturninus
- آلاگزنه‌ای سرمه‌ای، Thamnomanes schistogynus

بیشتر گونه‌های بوته‌خواه‌ها در حال حاضر در فهرست گونه‌های کمترین نگرانی اتحادیه بین‌المللی حفاظت از طبیعت (IUCN) قرار دارند. با این حال، برخی از گونه‌ها ممکن است به دلیل از دست دادن زیستگاه و سایر تهدیدات در معرض خطر باشند.

## پراکندگی
بوته‌خواه‌ها در جنگل‌های آمریکای مرکزی و جنوبی از جنوب مکزیک تا شمال آرژانتین یافت می‌شوند. آنها معمولاً در سطوح پایین‌تر و میانی جنگل زندگی می‌کنند و اغلب در گروه‌های مختلط با گونه‌های دیگر پرندگان یافت می‌شوند.